# 桝井賢斗
桝井 賢斗（ますい けんと、1994年12月7日 - ）は、日本の俳優である。

## 出演

### 舞台・ミュージカル
- 鼠小僧（2003年、歌舞伎座） - 長屋の子供 役
- レ・ミゼラブル（2005年3月 - 2006年4月、帝国劇場 ほか） - ガブローシュ 役
- タイタス・アンドロニカス（2006年4月 - 5月、さいたま芸術劇場）  - 少年ルーシアス 役
- マリー・アントワネット（2006年11月 - 2007年5月、帝国劇場） - ルイ・ジョゼフ 役
- お気に召すまま（2007年7月、シアターコクーン） - 小姓 役
- リチャード三世（2009年1月 - 2月、シアターコクーン ほか） - 皇太子エドワード 役
- ミュージカル・テニスの王子様2ndシーズン - 堀尾聡史 役
  - 青学vs不動峰（2011年1月 - 2月）
  - 青学vs聖ルドルフ・山吹（2011年4月 - 5月）
  - 青学vs氷帝（2011年7月 - 9月）
  - DREAM LIVE 2011（2011年11月）
  - 青学vs六角（2012年2月12日）
  - 春の大運動会2012（2012年5月）
  - 青学vs立海（2012年7月 - 9月）
  - SEIGAKU Farewell Party（2012年10月）
- Blood Heaven〜第七天国 sad wings（2013年4月、池袋シアターグリーン） - ワイルド 役
- 我らジャンヌ〜少女聖戦歌劇〜（2013年9月、池袋サンシャイン劇場） - ジャック 役
- Rapunzel〜終わらない螺旋の先へと〜（2013年10月、全労済ホール）
- 太陽の光（2013年11月、劇団東俳テアトロ館） - 斎藤和樹/マキューシオ 役
- 極上文學「Kの昇天〜或いはKの溺死〜」（2013年11月、全労済ホール） - うたかた師 役
- WILD HALF（2014年1月、池袋イーストステージ）  - 阿部祥平 役
- 舞台『弱虫ペダル』 - 水田信行 役
  - インターハイ篇 The Second Order （2014年3月）
  - 箱根学園篇 〜野獣覚醒〜（2014年10月 - 11月）
  - インターハイ篇 The WINNER（2015年3月）
  - IRREGULAR〜2つの頂上〜（2015年10月 - 11月）
  - 総北新世代、始動〜（2016年3月）
  - 新インターハイ篇〜ヒートアップ〜 (2017年10月)
  - 新インターハイ篇〜箱根学園王者復格(ザ・キングダム)〜 (2018年3月)
- 銀河鉄道の夜（2014年3月 - 4月） - ジョバンニ 役
- 人狼の王子様（2014年4月、上野ストアハウス）
- 法廷の銃声（2014年11月、シアター1010）- フランク・ジョーダン 役
- ミュージカル「ハートの国のアリス」（2015年2月、全労済ホール） - トゥイードル＝ディー 役
- 大正浪漫探偵譚（2015年6月、中野ザ・ポケット）  - 小林辰 役
- 『思春』〜遥かなるオヤジーテ〜 - シアターグリーン BIG TREE THEATER（2016年2月） 元樹/キョースケ 役
- 極上文學「春琴抄」（2016年6月、全労済ホール） - 鶯 役
- TARO URASHIMA（2016年8月、明治座） - カワイ氏/チョーネク鯛 役
- レイと天使の住む数字（2016年11月、シアターグリーン BIG TREE THEATER） - サン役
- On The Way（2017年1月、川崎市アートセンター アルテリオ小劇場） - 翔 役
- 放課後に星は見えるか（2017年2月、中野・テアトルBONBON）
- むばたまの夜に降る白雪の月影（2017年3月 - 4月、日暮里d-倉庫）
- MARKER LIGHT-BLUE Deeper（2017年5月、シアターサンモール） - クラージュ 役
- チェンジオブワールド（2017年6月、日暮里d-倉庫）
- レ・ミゼラブル　日本初演30周年記念スペシャルウィーク特別カーテンコール（2017年6月、帝国劇場）
- 勇者セイヤンの物語（真）（2017年7月、CBGKシブゲキ!!)
- 人力車～浅草寺～（2017年8月、浅草九劇）
- OZMAFIA!!（2017年9月、全労済ホール、スペース・ゼロ）
- コシツ（2017年10月、阿佐ヶ谷アルシェ）
- 嘘の向こう側（BAR公演）（2017年11月）
- キレイナセナカ（2017年12月、阿佐ヶ谷アルシェ）
- 虹色サラウンド～SURREAL～（2018年4月、TACCS1179）
- 明日見た笑顔（2018年6月、阿佐ヶ谷アルシェ）
- 慕情の部屋（2018年7月、下北駅前劇場）
- 白いキャンバス(2018年8月-9月、東京・シアター風姿花伝）
- 僕のカタチと僕のアイダ（2018年10月、劇場MOMO）
- ALICE～Dreams do come true～（2018年11月、シアターグリーン BOX IN BOX THEATER）
- CRAZY×BOTTOM　～僕たちのyell日記～(2018年11月-12月、シアターグリーン　BOX IN BOX THEATER）

### テレビドラマ
- わたしが子どもだったころ（2007年、BS hi）
- オトコの子育て（2007年、朝日放送、テレビ朝日）
- さんまの世界に一つだけの歌（2008年、EX）
- パズル（2008年、朝日放送、テレビ朝日） - 木下純平 役
- 土曜ドラマ「チャレンジド」（2009年、NHK総合） - 吉田勇努 役
- 外科医 須磨久善（2010年、テレビ朝日）
- 土曜ドラマ「チャレンジド〜卒業〜」（2011年、NHK総合） - 吉田勇努 役

### CM
- アタックNEO 【花王株式会社】（2010年 - 2011年）
- 大原学園 【学校法人大原学園・インフォマーシャル】（2013年）